# Семака Іван
Іва́н Сема́ка  (*1850 — †1894) — український (Буковина) громадський діяч, нотаріус, брат Євгена й Іллі Семаків.
Видавав 1876 року у Чернівцях гумористичний часопис «Лопата».

## Характеристика гумористичного часопису «Лопата», що видавався Іваном Семакою
«Лопата» — це перший український сатирично-гумористичний часопис на Закарпатті. Видавався у Чернівцях з 1876 року. А саме — у січні 1876 року вийшов друком гумористичний часопис «Лопата», що був двомісячником. Журнал був присвячений гумору, однак на його сторінках висвітлювалися також і суспільно-політичні, соціально-національні та культурні проблеми українців краю. Перманентна проблема буковинської періодики того часу — використання «язичія» зі значною кількістю полонізмів і германізмів. Все це призвело до того, що у тому ж 1876 році журнал було закрито.
Нині доробок часопису стає навіть темою для написання наукових статей, як от наприклад текст А. В. Стецюка «Національно- визвольна боротьба словянських народів турецької імперії і східна політика європейських держав на сторінках буковинської сатиричної газети „Лопата“ 1876 р.»

## Вшанування
У с. Майдан Берегометської селищної громади існує вулиця названа на честь Євгена, Іллі та Івана Семаків, яка носить назву вулиця Братів Семаків. 